# Тагор, Шармила
Шармила Тагор (бенг. শর্মিলা ঠাকুর, [ʃaɾmila ţʰakuɾ], хинди शर्मिला टैगोर, англ. Sharmila Tagore,  в замужестве бегум Айеша Султана Патауди, (англ. Ayesha Sultana Pataudi); род. 8 декабря 1944, Хайдарабад, княжество Хайдерабад, Британская Индия) — индийская киноактриса, снявшаяся в порядка 100 фильмах на хинди и бенгальском языке. Лауреат Национальной кинопремии Индии и Filmfare Awards за лучшую женскую роль. Награждена одной из высших гражданских государственных наград Индии Падма Бхушан и высшей степенью ордена Искусств и литературы Франции.
С 13 октября 2004 по 31 марта 2011 года являлась председателем Центральной Индийской Комиссии по киноцензуре. В 2009 году она была в составе жюри Каннского кинофестиваля.
В декабре 2005 года Шармила Тагор была выбрана в качестве посла доброй воли ЮНИСЕФ.
Мать актёра Саифа Али Хана и актрисы Сохи Али Хан.

## Биография
Шармила Тагор родилась в семье бенгальских брахманов, проживавшей в княжестве Хайдерабад (ныне штат Андхра-Прадеш). Её отец, Гитиндранат Тагор — внук известного художника Гаганендраната Тагора, был заместителем генерального директора частной британско-индийской компании Elgin Mills. Её мать, Ира Баруа, имела ассамские корни со стороны отца.
Оба её родителя происходили из семьи Тагоров, и являлись родственниками поэта и нобелевского лауреата Рабиндраната Тагора. У актрис есть две младшие сестры: Оиндрила (в замужестве Кунду, под именем Тинку Тхакур сыграла роль маленькой девочки Мини в фильме «Кабулиец» режиссёра Тапана Синха) и Ромилла (в замужестве Сен). Когда Шармиле было 7 лет, родители отправили её Калькутту в дом деда, где она провела большую часть своего детства.
Шармила посещала Высшую Среднюю Школу Святого Епископа Иоанна для девочек. Но после того, как она начала сниматься в кино, директор школы попросил её оставить учёбу, чтобы не оказывать дурного влияния на других учениц. Тогда она перешла в школу при монастыре Лорето в Асансоле. Из-за актёрской карьеры ей также пришлось оставить колледж.
Ныне Тагор является почетным доктором искусств Университета Нейпира в Эдинбурге.
Шармила вышла замуж за Мансура Али Хана, наваба Патауди и бывшего капитана сборной Индии по крикету, с которым она познакомилась незадолго до своего 21-го дня рождения. 
Свадебная церемония никах прошла 27 декабря 1969 года, актриса приняла ислам и взяла имя Айеша Султана. У пары родилось трое детей: Саиф Али Хан (род. 1970), Саба Али Хан (род. 1976, дизайнер ювелирных украшений), и Соха Али Хан (род. 1978). Мансур Али Хан скончался 22 сентября 2011 года в возрасте 70 лет. 
После его смерти Шармила, совместно с друзьями и членами семьи, начала работать над его биографией. Книга «Pataudi: Nawab of Cricket», для которой Шармила Тагор написала, в том числе, предисловие, вышла в 2013 году.

## Карьера
Шармила Тагор впервые появилась на экране в 1959 году в фильме Сатьяджита Рая «Мир Апу», где она сыграла юную жену главного героя, умирающую во время родов. Когда начались съёмки, ей было только 13 лет. Режиссёр, одним из преподавателей которого в Университете Висва-Бхарата был сам Рабиндранат Тагор, поддерживал тесную связь с семьёй своего учителя, и, когда ему потребовалось свежее лицо для нового фильма, он предложил роль Шармиле. На съёмочной площадке Раю пришлось подробно расписывать каждый её шаг и жест, так как на тот момент она ничего не знала об актёрском мастерстве, и даже носить сари ей пришлось срочно учиться у жены режиссёра. Её партнёром по фильму был дебютант Сумитра Чаттерджи. Впоследствии, они снялись вместе ещё в нескольких фильмах Рая.
Режиссёр также пригласил Шармилу в свой следующий фильм «Богиня» на роль молодой жены, которую набожный свёкор убедил, что она является земным воплощением богини Кали. После показа фильма в Нью-Йорке кинокритик Полин Кейл описала Шармилу следующими словами: «Юная мисс Тагор изысканна и безупречна — слово, которое, как Вы знаете, я употребляю только в случае самой крайней необходимости».
Благодаря тому, что она имела стройную фигуру и внешность, не типичную для бенгалки, вскоре её пригласили работать в Болливуд, хотя хинди-произношение актрисы было ещё далеко от совершенства. В 1964 году Шакти Саманта дал ей роль в «Красавице Кашмира» с Шамми Капуром. Фильм имел огромный успех, и Шармила в одночасье стала одной из самых востребованных героинь в Бомбее. После этого она начала работать с такими выдающимися режиссёрами как Яш Чопра в «Испытании временем», Ришикеш Мукхерджи в «Анупаме» и Мохан Сегал в «Девере».
«Анупама» (1966) был первым фильмом Шармилы, показанным в СССР. Тагор сыграла девушку Уму, которую отец винит в смерти её матери, скончавшейся при родах. Её героиня — тихая, застенчивая, не решается разговаривать с людьми, и единственными её собеседниками являются цветы и птицы. На съёмках Шармиле Тагор пришлось отстаивать свою коронную причёску у режиссёра картины и признанного лидера бомбейского кино Ришикеша Мукхерджи. Он представлял свою героиню «закрытой, погружённой в морок навязанного ей культурной традицией духовного самобичевания индийской девушкой и никак не мог согласиться, чтобы её голову венчала эта новомодная копна с подложенным шиньоном». Но 19-летняя актриса смогла настоять на своём и не прогадала, густой ореол волос вокруг лица в сочетании задумчивым взглядом придал её образу больше загадочности.
В те годы она стала самой загруженной актрисой в Бомбее, но несмотря на занятость в Болливуде, она находила время и для бенгальских фильмов. Так в 1963 году она появилась в картинах Sesh Anka, Nirjan Saikate, Chhaya Surjo, Barnali и Sesh Prahar. Sesh Anka был детективом, в котором она снялась в паре с маститым актёром Утамом Кумаром. В следующем году она снялась ещё в трёх бенгальских фильмах: Kinu Gowalar Gali, Prabhater Rang и Subha O Debotar Gras. А спустя шесть лет после выхода «Богини», Сатьяджит Рай позвал её на роль в фильме «Герой» (1966).
После «Героя», Шармила снова снялась с Шамми Капуром в фильме «Вечер в Париже» (1967), где у неё была двойная роль. Одна из её героинь была девушкой из обеспеченной семьи, выросшей и воспитанной во французской столице, а другая — танцовщицей кабаре. В этом фильме она, одна из первых среди индийских актрис, появилась на экране в купальнике.
Режиссёр Шакти Саманта рассказывал, что изначально Шармила хотела надеть бикини, но он настоял на более скромном слитном купальнике, чтобы пройти цензуру. 
Его опасения не были напрасными, хотя фильму присвоили рейтинг «Универсальный», при показе на телевидении эпизод с катанием на водных лыжах был вырезан, так как его сочли «вульгарным». Актриса же смогла воплотить своё желание появиться в бикини на обложке глянцевого журнала Filmfare. Рассказывая о том времени, Шармила говорит, что фотограф во время фотосъёмки беспокоился о приличиях больше, чем она, и даже просил её прикрыть некоторые части тела в нескольких кадрах. Естественно, когда журнал появился в продаже в августе 1966 года, фотографии вызвали небывалый ажиотаж и даже обсуждение в правительстве Индии. 
Это сделало Тагор чем-то вроде секс-символа Болливуда, а также запустило волну ношения бикини актрисами дальше.
Позже Саманта объединил Тагор с Раджешем Кханна для таких кинолент как «Преданность» (1969) и «Бессмертная любовь» (1972). Другие режиссёры тоже снимали их вместе в фильмах «Путешествие» (1970), «Выше Бога» (1972) и «Камень на сердце» (1973). В «Преданности» героиня Шармилы Вандана проходит путь от весёлой и юной девушки к матери-одиночке, затем к заключённой, отбывающей срок за преступление, которого она не совершала и, наконец, к великодушной пожилой матери. За роль Ванданы она получила свою первую и единственную Filmfare Award. Это был пик её популярности и первый опыт работы совместно с кумиром того времени Раджешем Кханна. Сейчас на счету пары Раджеш-Шармила 6 кассовых хитов.
Тагор появлялась на экране и совместно с другими известными актёрами Болливуда, например, в бомбейском боевике «Поверь в мечту» (1969) с Дхармендрой и в детективе «История любви» (1972) с Дилипом Кумаром. Шармила также образовала популярную пару с Шаши Капуром в фильмах «Испытание временем» (1965), «Лицом к лицу» (1967), «Приятная поездка» (1970), «Приди в мои объятия» (1973) и «Принц и нищий» (1974).
В 1970 году Сатьяджит Рай пригласил её для съёмок фильма «Дни и ночи в лесу». Спустя 11 лет, она снова работала с Сумитрой Чаттерджи. В следующем году она появилась в ещё одном фильме того же режиссёра — «Компания с ограниченной ответственностью». Помимо работы у Рая, Шармила сыграла в таких бенгальских фильмах, как Mother, Kalankini Kankabati, Tanaya, Pratidan, Anurodh.
Высоко оценена была её работа в фильме Amanush Шакти Саманты, который стал для Уттама Кумара возвращением в кино на хинди. После Тагор сыграла мать и дочь в фильме Гульзара 1975 года «Путешествие в прошлое» (в иных источниках «Погода»). Фильм был представлен на Filmfare Awards в 8 номинациях, в том числе и за лучшую женскую роль. Однако единственной наградой за эту картину для Тагор стала Национальная кинопремия Индии.

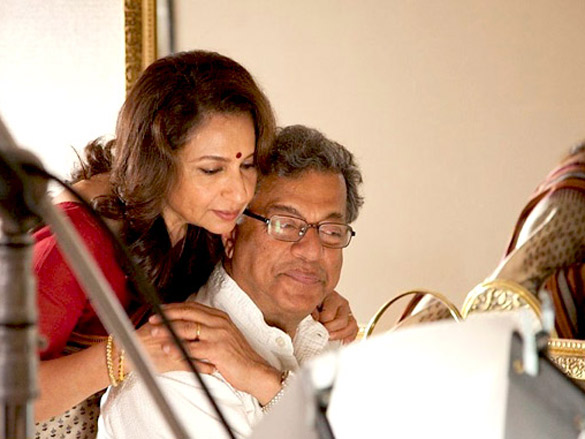
Шармила Тагор и Гириш Карнад на съёмках Life Goes On

К 1979 году у актрисы было уже трое детей, и, чтобы уделять семье больше времени, она стала появляться на большом экране всё реже и реже. В 1990-х годах Шармила сыграла второстепенные роли в таких фильмах как «Миссисипская масала» Миры Наир, «Влюблённый бродяга» (дебютный фильм её сына Саифа Али Хана), «Мятежная душа» Индры Кумара и «Биение сердца» Дармеша Даршана.
В 2003 году она появилась в бенгальском фильме «Снова в лесу» Гаутама Гхоша, продолжении «Дни и ночи в лесу» Рая. На этот раз она была уже в возрасте, но это не помешало ей передать сиквелу все нюансы оригинального фильма. Затем последовали два фильма на хинди совместно с Амитабхом Баччаном: «Найти справедливость» и «Эклавия – княжеский страж». За роль в первом из них она была номинирована на премию Filmfare за лучшую женскую роль. На тот момент ей было уже 60 лет, что сделало её самой старшей из всех актрис в момент номинации. Второй фильм примечателен тем, что Шармила Тагор в нём сыграла роль матери, а её сын Саиф Али Хан — роль сына.

## Фильмография
В списке фильмов не указаны киноленты, не имеющие русскоязычного названия. В скобках после оригинального наименования картины указан язык, на котором снят фильм, или страна производства, если они отличаются от хинди или Индии соответственно.

| Год  |   | Русское название                         | Оригинальное название                   | Роль                               |
| ---- | - | ---------------------------------------- | --------------------------------------- | ---------------------------------- |
| 1959 | ф | Мир Апу                                  | Apur Sansar (бенг.)                     | Апарна                             |
| 1960 | ф | Богиня                                   | Devi (бенг.)                            | Дойамойи                           |
| 1964 | ф | Красавица Кашмира                        | Kashmir Ki Kali                         | Чампа                              |
| 1965 | ф | Испытание временем                       | Waqt                                    | Рену Ханна                         |
| 1966 | ф | Анупама                                  | Anupama                                 | Ума Шарма                          |
| 1966 | ф | Герой                                    | Nayak                                   | Адити                              |
| 1966 | ф | Деверь                                   | Devar                                   | Мадхумати / Бхавария               |
| 1966 | ф | Эта ночь не наступит вновь               | Yeh Raat Phir Na Aayegi                 | Киран / Киранмаи                   |
| 1967 | ф | Вечер в Париже                           | An Evening in Paris                     | близнецы Дипа Малик и Сьюзи / Рупа |
| 1967 | ф | Лицом к лицу                             | Aamne Samne                             | Сапна Матхур                       |
| 1968 | ф | Мой самый любимый друг                   | Mere Hamdam Mere Dost                   | Анита                              |
| 1969 | ф | Поверь в мечту                           | Yakeen                                  | Рита                               |
| 1969 | ф | Жизненный путь                           | Satyakam                                | Раджана                            |
| 1969 | ф | Мечта                                    | Talash                                  | Мадху / Гаури                      |
| 1969 | ф | Преданность                              | Aradhana                                | Вандана Трипатхи                   |
| 1970 | ф | Дни и ночи в лесу                        | Aranyer Din Ratri (бенг.)               | Апарна                             |
| 1970 | ф | Приятная поездка                         | Suhana Safar                            | Сапна                              |
| 1970 | ф | Путешествие                              | Safar                                   | Нила Капур                         |
| 1971 | ф | Компания с ограниченной ответственностью | Seemabaddha (бенг.)                     | Тутул                              |
| 1971 | ф | Младшая невестка                         | Chhoti Bahu                             | Радха                              |
| 1972 | ф | Бессмертная любовь                       | Amar Prem                               | Пушпа                              |
| 1972 | ф | История любви                            | Dastaan                                 | Мина                               |
| 1972 | ф | Раджа и Рани                             | Raja Rani                               | Нирмала / Рани                     |
| 1972 | ф | Выше Бога                                | Maalik                                  | Савитри                            |
| 1973 | ф | Камень на сердце                         | Daag: A Poem of Love                    | Сония Кохли                        |
| 1973 | ф | Приди в мои объятия                      | Aa Gale Lag Jaa                         | Прити                              |
| 1974 | ф | Открытие                                 | Avishkaar                               | Манси                              |
| 1974 | ф | Бесстыжая                                | Charitraheen                            | Рама                               |
| 1974 | ф | Белый голубь                             | Shandaar                                | Пратима                            |
| 1974 | ф | Принц и нищий                            | Paap Aur Punya                          | Джугни                             |
| 1975 | ф | Путешествие в прошлое / Погода           | Mausam                                  | Чанда, её дочь Каджли              |
| 1975 | ф | Втихаря                                  | Chupke Chupke                           | Сулекха Чатурведи                  |
| 1975 | ф | Сбежавший                                | Faraar                                  | Мала / Аша                         |
| 1975 | ф | Забытая жена                             | Khushboo                                | Лакхи                              |
| 1975 | ф | Дворец мечты                             | Ek Mahal Ho Sapno Ka                    | Аруна Сегхал                       |
| 1976 | ф | Один другого лучше                       | Ek Se Badhkar Ek                        | Рекха                              |
| 1978 | ф | Наглец                                   | Besharam                                | Ринку / Моника                     |
| 1979 | ф | Обретение дома                           | Griha Pravesh                           | Манси                              |
| 1982 | ф | Квартирант                               | Namkeen                                 | Нимки                              |
| 1982 | ф | Патриот                                  | Desh Premee                             | Бхарти                             |
| 1983 | ф | Глубокая рана                            | Gehri Chot: Urf - Door-Desh (Бангладеш) | Шобна Ханна                        |
| 1984 | ф | Санни                                    | Sunny                                   | мать Санни                         |
| 1986 | ф | Нью-Дели Таймс                           | New-Delhi Times                         | Ниша                               |
| 1987 | ф | Свати                                    | Swati                                   | Шарада                             |
| 1991 | ф | Миссисипская масала                      | Mississippi Masala (США)                | Кинну                              |
| 1993 | ф | Влюблённый бродяга                       | Aashiq Awara                            | миссис Сингх                       |
| 1999 | ф | Мятежная душа                            | Mann                                    | бабушка Дэва                       |
| 2000 | ф | Биение сердца                            | Dhadkan                                 | мать Дэва                          |
| 2003 | ф | Снова в лесу                             | Abar Aranye (бенг.)                     | Апарна Чаттерджи                   |
| 2005 | ф | Найти справедливость                     | Viruddh... Family Comes First           | Сумитра Патвардхан                 |
| 2006 | ф | Эклавия – княжеский страж                | Eklavya: The Royal Guard                | Сухасинидеви                       |
| 2007 | ф | Полный финиш                             | Fool and Final                          | Бхаби                              |
| 2008 | ф | Фотография 8x10                          | Tasveer 8*10                            | Савитри Пури                       |
| 2009 | ф | Бесконечное ожидание                     | Antaheen (бенг.)                        | Пишима                             |
| 2009 | ф | Утренняя прогулка                        | Morning Walk                            | Нилима                             |
| 2009 | ф | -                                        | Samaantar (мар.)                        | Шама Вазе                          |
| 2010 | ф | После расставания                        | Break Ke Baad                           | Айеша Хан                          |

## Награды и Номинации

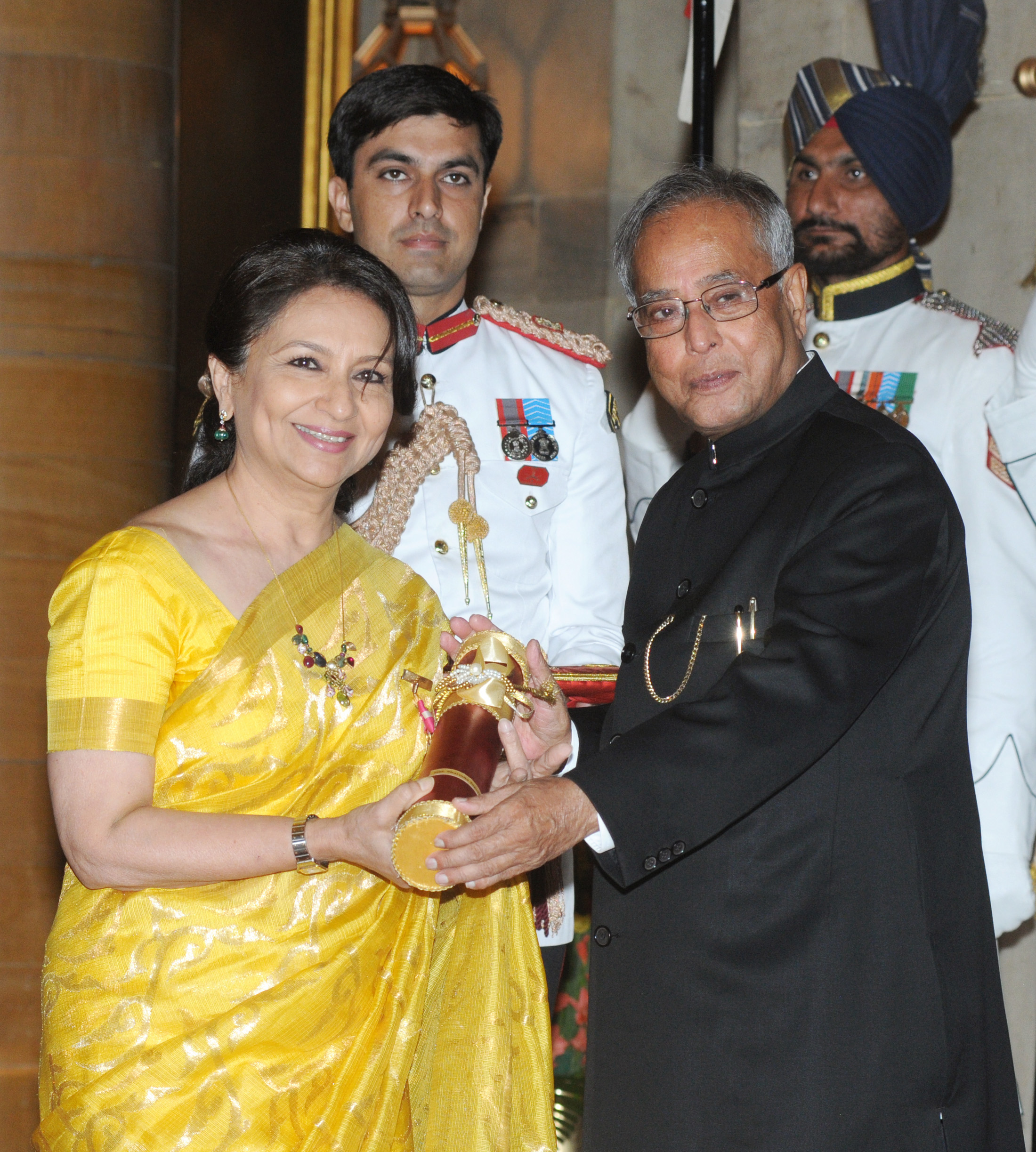
Шармила Тагор получает Падма Бхушан из рук президента Пранаба Мукерджи

- 1970 — Filmfare Award за лучшую женскую роль — «Преданность»[26]
- 1976 — Национальная кинопремия за лучшую женскую роль — «Путешествие в прошлое»[27]
- 1997 — Filmfare Award за вклад в кинематографию[28]
- 1999 — Командор Ордена Искусств и литературы Франции[29]
- 2002 — Star Screen Award за пожизненные достижения
- 2004 — Национальная кинопремия за лучшую женскую роль второго плана — «Снова в лесу»[30]
- 2008 — Национальная кинопремия за вклад в области кино от Ассоциации Журналистов Индии[31]
- 2011 — IIFA Awards за выдающиеся достижения в кино[32]
- 2012 — Почётный доктор Эдинбургского университета Нейпира
- 2013 — Падма Бхушан за вклад в области кино[33]